# إيه دي إكس فلورنس

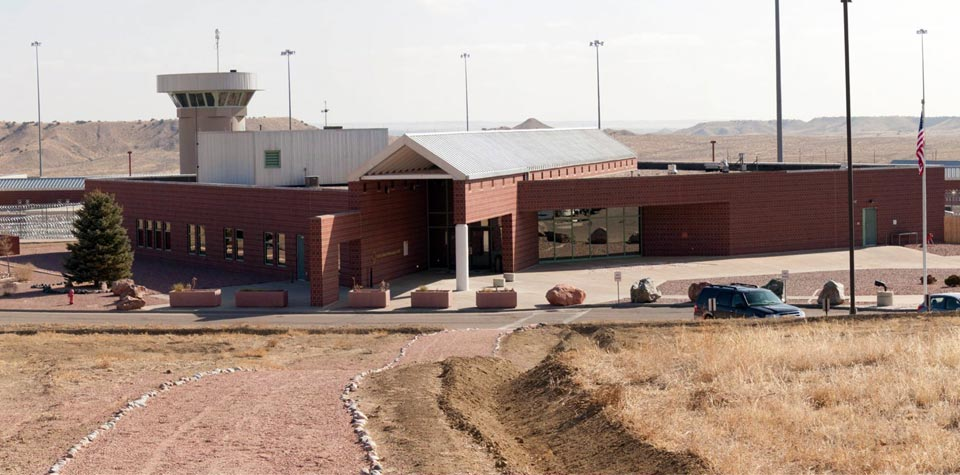
سجن إيه دي إكس فلورنس.

سجن إيه دي إكس فلورنس هو سجن فدرالي شديد الحراسة مُخصص للسجناء الذكور، ويقع في مقاطعة فريمونت في ولاية كولورادو الأمريكية. وهو أكثر سجون العالم حراسة.
تم افتتاح هذا السجن عام 1994 ليستقبل عتاة المجرمين ومن تتعدى مدة حبسهم الـ25 عامًا، وفيه يتم السماح للسجناء بالخروج خارج زنزاتهم لمدة 9 ساعات في الأسبوع فقط، بينما عليهم أن يقضوا باقي حياتهم داخل الزنزانة التي لا يصلها ضوء الشمس إضافة إلى ذلك أن كل شيء داخل الزنزانة مصنوع من الأسمنت المسلح.

## أعلام
- تشارلز هاريلسون
- ممدوح محمود سالم